# إيرين بيكر
إيرين بيكر (بالإنجليزية: Erin Baker)‏ هي تريثلت نيوزيلندية، ولدت في 23 مايو 1961 في كانتربيري في نيوزيلندا.

## وصلات خارجية
- إيرين بيكر على موقع اتحاد الترياتلون الدولي (الإنجليزية)
- إيرين بيكر على موقع IAT Triathlon Database (الإنجليزية)
- إيرين بيكر على موقع قاعة نيوزيلندا للمشاهير الرياضية (الإنجليزية)